# Conus mustellinus
Conus mustellinus é uma espécie de gastrópode do gênero Conus, pertencente à família Conidae.